# ビスタ (カリフォルニア州)
ビスタ（Vista）は、アメリカ合衆国カリフォルニア州のサンディエゴ郡にある都市。人口は9万8381人（2020年）。サンディエゴ北方のベッドタウンである。オーシャンサイドから10キロメートル内陸に入った所にある。

## 解説
緑の多い丘陵地に住宅地が形成されており、ダウンタウンは僅かな平地に位置している。ビスタは「歩行者優先」の街造りを推進しており、広い歩道と美しい並木が街の特徴となっている。市内交通は路線バスが主体である。ライトレールのスプリンター（Sprinter）の駅があり、オーシャンサイドと連絡している。

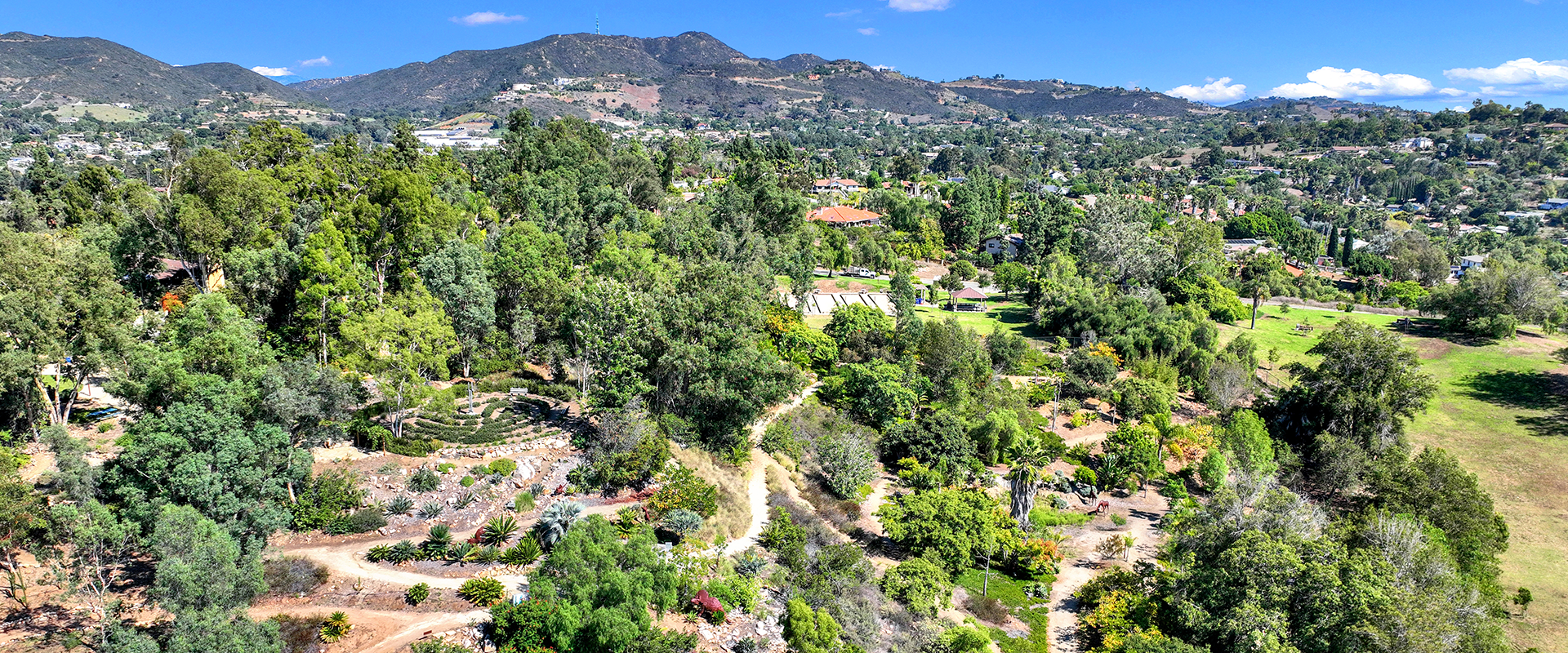
ビスタの景観